# یواس‌اس براکستون (ای‌پی‌ای-۱۳۸)
یواس‌اس براکستون (ای‌پی‌ای-۱۳۸) (به انگلیسی: USS Braxton (APA-138)) یک کشتی بود که طول آن ۴۵۵ فوت ۰ اینچ (۱۳۸٫۶۸ متر) بود. این کشتی در سال ۱۹۴۴ ساخته شد.